# Alberto Vigevani
(Elzeviro di Lalla Romano in Ricordo di un amico)
Alberto Vigevani (Milano, 1º agosto 1918 – Milano, 23 febbraio 1999) è stato uno scrittore, editore, critico teatrale, critico letterario e libraio italiano.

## Biografia
Nasce a Milano in una famiglia ebraica di origini emiliane, e supportato da una vivace intelligenza e una predisposizione alla lettura e alle arti teatrali, riesce ad iscriversi all'Università  Ca' Foscari Venezia e seguire i corsi di Letteratura francese.
Queste caratteristiche lo porteranno giovanissimo ad occuparsi di teatro e scrivere recensioni, conosce e stringe una duratura amicizia, con Ernesto Treccani, Alberto Mondadori e Alberto Lattuada e si ritaglia una particina nel film I ragazzi di via Pal.
Nel 1937 partecipa insieme a Amendola e Guttuso ai Littoriali istituiti dal regime fascista ma l'anno dopo in seguito alla promulgazione su tutto il territorio italiano delle leggi razziali, con convincimento e rinnovato ardore di antifascista rinuncia agli studi universitari in Italia iscrivendosi all'Università di Grenoble.
Nel 1938 è tra i fondatori, con Luciano Anceschi, Raffaele De Grada, Vittorio Sereni, Ernesto Treccani e altri del movimento e della rivista Corrente, alla quale collabora come critico letterario e teatrale con lo pseudonimo di Berto Vani. Negli stessi anni, con Renzo Cantoni, fratello del filosofo Remo, apre una libreria, La lampada, che in poco tempo suscita interesse non solo culturale, diventando rifugio per gli oppositori, e supporto logistico alla lotta clandestina.
Nel 1941, dopo un tentativo fallito, a causa dello scoppio della guerra, di emigrare negli Stati Uniti d'America, fonda la libreria antiquaria Il Polifilo, nel dopoguerra assieme al fratello Enrico, sarà affiancata dall'omonima casa editrice.
Vigevani pubblica il suo primo romanzo Erba d'infanzia (1943) dall'editore Parenti a Firenze, dove frequenta scrittori e intellettuali che si raccolgono attorno al circolo "Giubbe Rosse”, tra i quali Montale e Carlo Emilio Gadda, ma l'8 settembre 1943 la fuga del Re, la recrudescenza delle persecuzioni razziali e il marasma totale lo inducono a rifugiarsi in Svizzera con la moglie Annamaria Camerini e il primo figlio Paolo di appena sei mesi. Si stabilisce a Lugano dove dirige la pagina letteraria del quotidiano socialista ticinese Libera stampa, sulla quale scriveranno, tra gli altri, Aldo Borlenghi, Gianfranco Contini, Giansiro Ferrata, Fernando Giolli e Gianni Pavia.
A Lugano, nell'ottobre 1944, pubblica con lo pseudonimo di Tullio Righi, il romanzo Compagni di settembre, che rinnegò successivamente Il romanzo è edito anche in lingua tedesca a Zurigo nello stesso periodo.. In seguito, tornato in Italia alla Liberazione, pubblicherà diversi libri con discreto successo e, con uno di questi L'invenzione si aggiudicherà il Premio Bagutta nel 1970.
Vigevani collabora all'Avanti!, sulle cui pagine pubblicherà una lunga cronaca narrativa della liberazione di Milano, sotto il titolo di Taccuino rosso. All'attività di libraio antiquario, dopo l'esperienza di amministratore delegato della casa editrice Ricciardi con Raffaele Mattioli, affianca nel 1959 quella di editore in proprio nella casa editrice “Il Polifilo”, ben presto con l'aiuto del figlio Paolo.
Ha collaborato a La Stampa, Millelibri, Corriere della Sera, Il Giornale, La Nuova Antologia, La Repubblica e Il Sole 24 Ore.
Muore a Milano il 23 febbraio 1999.
Il suo archivio è stato depositato dagli eredi presso il Centro Apice dell'Università degli Studi di Milano nel 2005, e conserva corrispondenza con alcuni dei nomi più noti della cultura del Novecento: Riccardo Bacchelli, Luigi Baldacci, Carlo Bo, Gianfranco Contini, Domenico De Robertis, Carlo Dionisotti, Luigi Einaudi, Giansiro Ferrata, Carlo Emilio Gadda, Niccolò Gallo, Eugenio Garin, Alberto Lattuada, Alberto Mondadori, Eugenio Montale, Indro Montanelli, Geno Pampaloni, Vittorio Sereni, Giovanni Spadolini. Oltre alla corrispondenza l'archivio conserva anche materiali preparatori, stesure diverse su manoscritti e dattiloscritti di tutte le opere, edite e inedite di Vigevani, bozze di stampa e recensioni.

## Opere principali

### Narrativa e memorie
- Erba d'infanzia, Parenti, Firenze, 1943;
- I compagni di settembre, Ghilda del libro, Lugano, 1944; Endemunde, Milano, 2013;
- La fidanzata, Mondadori, Milano, 1947;
- Estate al lago, Feltrinelli, Milano, 1958; Milano, EGL, 1974; Mondadori, Milano, 1976; Rusconi, Milano, 1994; Palermo, Sellerio, 2001;
- Giovinezza di Andrea, Sansoni, Firenze, 1959;
- La reputazione, Feltrinelli, Milano, 1961;
- Le foglie di San Siro, Rizzoli, Milano, 1962;
- Un certo Ramondès, Feltrinelli, Milano, 1966 (Premio Veillon);
- L'invenzione, Vallecchi, Firenze, 1970 (Premio Bagutta 1970); Mondadori, Milano, 1979; Sellerio, Palermo, 2017
- Fine delle domeniche, Firenze, Vallecchi, 1973 (Premio Portico d'Ottavia); Mondadori, Milano, 1981
- Il grembiule rosso, Mondadori, Milano, 1975 (Premio Selezione Campiello[7]);
- La Lucia dei Giardini: tre racconti, Mondadori, Milano, 1977 (Premio Settembrini 1977);
- Fata morgana, Mondadori, Milano, 1978;
- All'ombra di mio padre: infanzia milanese, 1984; Sellerio, Palermo, 2007;
- Un'educazione borghese, Rusconi, Milano, 1987;
- Il piccolo della Riri, Edizioni paoline, Cinisello Balsamo, 1989;
- La casa perduta, Rusconi, Milano, 1989;
- L'abbandono, Rusconi, Milano, 1991;
- La breve passeggiata, Rusconi, Milano, 1993;
- Due nomi per Charlie, Marsilio, Venezia, 1995
- La febbre dei libri: memorie di un libraio bibliofilo, Sellerio, Palermo, 2000;
- Lettera al signor Alzheryan, Sellerio, Palermo, 2005
- Il battello per Kew, Sellerio, Palermo, 2009
- Milano ancora ieri. Luoghi, persone, ricordi di una città che è diventata metropoli, Sellerio, Palermo, 2012
- Il libro nella sua specie più nobile, Henry Beyle, Milano, 2018

### Poesia
- Scritti quasi sull'acqua, All'insegna del pesce d'oro, Milano, 1982
- Anche le più lievi: poesie 1980-1985, All'insegna del pesce d'oro, Milano, 1985;
- L'esistenza: poesie 1986-1992, All'insegna del pesce d'oro, Milano, 1993;
- L'esistenza: tutte le poesie 1980-1992, Einaudi, Torino, 2010.